# Čučer-Sandevo
Čučer-Sandevo (en macédonien : Чучер Сандево , en serbe : Чучер Сандево) est une commune du nord de la Macédoine du Nord. Elle comptait 9 200 habitants en 2021 et s'étend sur 240,78 km2.
Elle a été détachée en 1996 de Čair, qui est une des dix communes qui composent la ville de Skopje. Le siège de la commune se trouve dans le village éponyme.
Le nom de Sandevo a été ajouté au nom original, Čučer, en hommage à Aleksandar Urdarevski-Sande, une figure de la résistance locale.

## Géographie
Čučer-Sandevo est entourée au sud par la ville de Skopje, à l'est par Lipkovo, et au nord par le Kosovo.
La commune est séparée en deux ensembles distincts. Le sud fait partie de la vallée du Vardar, et les villages qui s'y trouvent, Banyané, Blatsé, Brazda, Glouvo, Gornyani, Koutchévichté, Mirkovrtsi et Pobojyé, sont tournés vers la métropole de Skopje.
Au nord, la commune s'étend sur le massif de la Skopska Crna Gora, qui marque la frontière avec le Kosovo. Les villages qui s'y trouvent, Brest, Brodets et Tanouchevtsi, sont isolés et plus petits.

## Démographie
Lors du recensement de 2002, la commune comptait :
- Macédoniens : 4 019 (47,3 %)
- Serbes : 2 426 (28,6 %)
- Albanais :  1 943 (22,9 %)
- Autres : 105 (1,2 %)